# Pac-Man
Pac-Man je japonská plošinová počítačová hra vyvinutá společností Namco. Poprvé byla uvedena v Japonsku 22. května 1980. Brzy se stala velice populární, až kultovní hrou, jíž je dodnes. Stala se symbolem všech počítačových her a předlohou pro mnoho mutací, populárních písniček i televizní seriál.
V době vzniku této hry byla většina her střílečky nebo se podobaly Pongu. Pac-Man vytvořil zcela nový typ hry. Jeho tvůrce Tóru Iwatani, podle jehož názoru bylo v té době většina her příliš násilných, chtěl udělat hru, která by násilí postrádala a byla by tak přijatelná i pro ženy.

## Princip hry

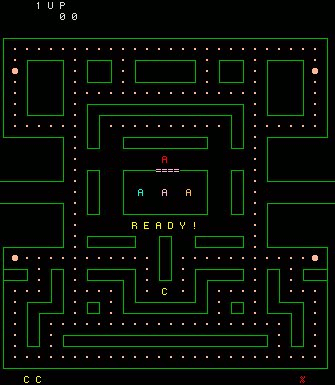
Ilustrační obrázek z odvozené hry

Hráč ovládá žluté kolečko s ústy (kruhová výseč), Pac-Mana, v bludišti vyplněném tečkami, které má Pac-Man za úkol všechny sníst. Tím postupuje do dalšího levelu (opět ve stejném bludišti). V bludišti se také pohybují čtyři barevní duchové, kteří se povětšinou snaží Pac-Mana dohonit (každý svým vlastním způsobem). Na začátku hry je v bludišti pouze červený duch a ostatní jsou zavřeni v jakémsi domečku uprostřed obrazovky, postupně se však do bludiště dostanou všichni. Když Pac-Mana kterýkoli z nich chytí, hráč ztrácí jeden ze tří životů a začíná znova zprostřed bludiště, avšak tečky, které už snědl, se znovu neobjevují. Na obranu proti duchům jsou v každé úrovni čtyři větší tečky, které může Pac-Man sníst – duchové pak na chvíli zmodrají a Pac-Man může pro změnu honit je (a při kontaktu je sníst). Po snědení ducha z něj zůstanou jen oči, které se vrátí doprostřed bludiště, a tam se duch obnoví. Vpravo a vlevo na hrací ploše jsou vchody do tunelu, kterými může Pac-Man i duchové procházet z jedné strany na druhou (tzn. když vejdou do jedné strany, objeví se na straně opačné).
V místě, odkud Pac-Man začíná hrát, se občas objevuje ovoce, které mu přidá body. Za každou snědenou tečku je deset bodů, za prvního ducha je 200 bodů, za druhého ducha 400 bodů, za třetího 800 a za posledního 1600. Za určitý počet bodů dostane hráč život navíc.

## Duchové
| Barva    | Ikona | Originální Pac Man  | Originální Pac Man | Originální Pac Man | Originální Pac Man | Originální Pac Man | Originální Pac Man | Originální Pac Man     | Americký Pac-Man | Americký Pac-Man | Americký Pac-Man |
| Barva    | Ikona | Jméno               | Překlad            | Přezdívka          | Překlad            | Alternativní jméno | Překlad            | Alternativní přezdívka | Jméno            | Překlad          | Přezdívka        |
| -------- | ----- | ------------------- | ------------------ | ------------------ | ------------------ | ------------------ | ------------------ | ---------------------- | ---------------- | ---------------- | ---------------- |
| Červená  |       | Oikake (追いかけ)   | lovec              | Akabei (赤ベイ)    | červený            | Urchin             | Darebák            | Macky                  | Shadow           | Stín             | Blinky           |
| Růžová   |       | Mačibuse (待ち伏せ) | lupič              | Pinky (ピンキー)   | růžový             | Romp               | Uličník            | Micky                  | Speedy           | Rychlík          | Pinky            |
| Azurová  |       | Kimagure (気まぐれ) | neposeda           | Aosuke (青助)      | modrý              | Stylist            | Kadeřník           | Mucky                  | Bashful          | Stydlín          | Inky             |
| Oranžová |       | Otoboke (お惚け)    | hlupák             | Guzuta (愚図た)    | pomalý             | Crybaby            | Ufňukanec          | Mocky                  | Pokey            | Starouš          | Clyde            |

V chodbách se duchové nemohou zastavit ani otočit, pouze na křižovatkách se podle jednoduchého algoritmu rozhodnou, kterým směrem se vydají. Sledují přitom cílové políčko, jehož určení záleží na režimu a osobnosti ducha. Každý z duchů má svoji barvu, rychlost a svůj specifický charakter – „osobnost“, jež se projevuje tím, jak se duch chová a jakým způsobem se Pac-Mana snaží chytit.
Červený duch Pac-Mana bez ustání stopuje, růžový duch se mu snaží nadběhnout, světle modrý je nejvíce nevyzpytatelný a k rozhodování svého pohybu využívá i směřování červeného ducha a chování oranžového ducha se mění podle toho, jak daleko právě od Pac-Mana je.
V průběhu hry se střídá vždy jeden ze tří režimů, který určuje chování duchů:
- Chase (pronásledování) – duch pronásleduje Pac-Mana – převažující režim;
- Scattle (rozptýlení) – duch se stáhne do určeného místa v bludišti – tento režim nastane jen 3×–4× za kolo a trvá jen několik sekund;
- Frightened (vystrašený) – duch utíká před Pac-Manem.

Při každé změně režimu se duch obrátí o 180°.